# Cleora fenestrata
Cleora fenestrata är en fjärilsart som beskrevs av Louis Beethoven Prout 1916. Cleora fenestrata ingår i släktet Cleora och familjen mätare. Inga underarter finns listade i Catalogue of Life.